# Erich Schilling (Gewerkschaftsfunktionär)
Erich Friedrich August Schilling (* 16. August 1882 in Leipzig; † 1. März 1962 in West-Berlin) war ein deutscher Gewerkschaftsfunktionär, Widerstandskämpfer gegen das NS-Regime und Häftling im KZ Buchenwald.

## Leben
Erich Friedrich August Schilling war das erste Kind von Friedrich August und Minna, geb. Sauer, Schilling.
Nach dem Besuch der Grund- und Volksschule setzte er seine Ausbildung an der Handelslehranstalt fort und absolvierte eine zweijährige Ausbildung zum Bauschlosser. Daran schlossen sich Jahre der Wanderschaft durch ganz Deutschland an.
Schilling wurde 1906 Mitglied der SPD. Als aktiver Gewerkschafter war er von 1913 bis 1919 Geschäftsführer des Deutschen Metallarbeiter-Verbandes in Leipzig. Nach seiner Teilnahme am Ersten Weltkrieg gehörte er dem Großen Soldatenrat in Kiew an. Zur Zeit der Weimarer Republik übernahm er von 1919 bis 1933 den Vorsitz des Leipziger Gewerkschaftskartells und verhinderte die Gewerkschaftsspaltung. Schilling vertrat das Leipziger Gewerkschaftskartell beim ADGB-Bezirksausschuss Sachsen und war auch als Redakteur bei der Sächsischen Gewerkschaftszeitung tätig. Seine Ehefrau Martha, geborene Nebel, war SPD-Politikerin und kam bei einem Verkehrsunfall im Dezember 1928 ums Leben.

### Zeit des Nationalsozialismus
Zur Zeit des Nationalsozialismus war Schilling als Vertreter tätig und beteiligte sich am illegalen Widerstand gegen das NS-Regime. Schilling war am 9. März 1933 Zeuge des Überfalls der SA auf das Volkshaus. Er lehnte den Ratschlag von Gewerkschaftskollegen ab, die sich darum bemühten, ihn zu seiner Sicherheit nach Dänemark zu schleusen. Schilling wurde 1933 festgenommen und tauchte zeitweise in Deutschland unter. In Anwesenheit der Gestapo sprach er am 10. September 1935 auf dem Leipziger Südfriedhof zum Gedenken an seinen Freund, den führenden Leipziger Sozialdemokraten Hermann Liebmann, der im KZ Hohnstein infolge von Misshandlungen verstorben war.
Am 1. September 1939 wurde er gemeinsam mit den SPD-Genossen Stanislaw Trabalski, August Kroneberg und Heinrich Fleißner von der Gestapo im Rahmen der A-Kartei-Aktion verhaftet. Sie wurden wegen Hoch- und Landesverrat angeklagt. Schilling und Kroneberg wurden am 26. September in das KZ Buchenwald verbracht, wo er bis zur Befreiung im April 1945 gefangen war. Zunächst hatte er die Häftlingsnummer 5569 sowie später 1455 und war bei dem Zimmereikommando eingesetzt. Schilling war im April 1945 an der Überarbeitung des Buchenwalder Manifests beteiligt und dessen Mitunterzeichner.

### Nachkriegszeit
Nach der Befreiung vom Nationalsozialismus stand Schilling am 18. Mai 1945 mit Freunden aus der Zeit vor 1933 im Volkshausgarten, noch in Häftlings-Kleidung mit Häftlingsnummer, umgeben von Trümmern: „Wir bauen wieder auf! Trotz alledem!“.
Schilling engagierte sich in seiner Heimatstadt für die Neugründung der SPD und war dort vom 19. August 1945 bis zum 15. November 1945 der erste frei gewählte Gewerkschaftsvorsitzende, bis er auf Befehl der Sowjetischen Militäradministration (SMAD) abgesetzt wurde. Bei der Gründungsfeier der Deutschen Einheitsgewerkschaft am Sonntag, dem 19. August 1945 im Capitol fordert er die parteipolitische Unabhängigkeit der Gewerkschaft:

„Es ist der Unstern der deutschen Gewerkschaftsbewegung gewesen, dass alle Gewerkschaften im Schatten von politischen Parteien entstanden sind. Heute soll die alte Erkenntnis Wirklichkeit werden, daß eine Gewerkschaft parteipolitisch neutral sein muß. Unpolitisch wird deshalb die Gewerkschaft nicht sein. Dazu haben die Gewerkschaften zuviel Interesse, ihre Forderungen bei der Staatsverwaltung zu vertreten. Große soziale Gebilde haben auch ein politisches Eigengewicht. Aber niemals darf Parteipolitik die Einheit der Gewerkschaften zermürben. Die Neutralität gilt auch für die Religion und in der Stellung zur Rassenfrage. Auch hier muß die Gewerkschaft frei von Bindungen sein und sich zu den Grundsätzen des Weltgewerkschaftsbundes bekennen.“

Schilling lehnte die Zwangsvereinigung von SPD und KPD zur SED 1946 ab und setzte sich für freie und demokratische Gewerkschaften ein. Dennoch trat er der SED bei und übernahm im November 1945 das Amt des Geschäftsführers einer Treuhändergesellschaft zur Beschlagnahmung von NS-Vermögen für die Gewerkschaft. Zudem wurde ihm im Juli 1946 die Verantwortung für den Wiederaufbau des Leipziger Gewerkschaftshauses übertragen. Sein lange gehegtes Vorhaben Heinrich Heine zu dessen 150. Geburtstag zu ehren, setzte er mit eigenen finanziellen Mitteln am 13. Dezember 1947 durch den von ihm gestifteten Heinrich-Heine-Denkstein um. Die Information über die Heineehrung übermittelte er West-Berliner Zeitungen. Am 6. November 1948 wurde Schilling festgenommen und in Verhören der Organisation eines Kreises ehemaliger Sozialdemokraten beschuldigt. Schilling erlitt bis zu seiner Entlassung Ende Dezember 1948 Repressionen und wurde danach aus der VVN und der SED ausgeschlossen. Schilling flüchtete 1953 nach West-Berlin. Danach wurde sein Sohn in Leipzig in Sippenhaft genommen und in Torgau inhaftiert. Selbst seinem Enkel wurde im Zuge seiner Einberufung zur NVA mitgeteilt, „welch ein ‚Verbrecher‘ sein Großvater gewesen sei“.
Nach seiner Flucht war Schilling von September 1953 bis Mai 1961 als Sekretär des Berliner Büros des IBFG tätig. Bis zu seinem Tod arbeitete der hochbetagte Mann in der Gewerkschaftsbewegung und veröffentlichte Artikel zu Leipzigs Geschichte. Als Schilling starb, wurde sein Leichnam nach Ludwigshafen am Rhein überführt, wo er im Grab seines Sohnes beigesetzt wurde. Der Grabstein ist mit den Worten: Erich Schilling, geboren in LEIPZIG versehen.
Nach der Deutschen Wiedervereinigung wurde das Leipziger Volkshaus 1994 vom DGB erworben und gehört der Gewerkschaft ver.di. Seit 2007 besteht im Volkshaus der Erich-Schilling-Saal, der an die Gründung der freien Gewerkschaften in Leipzig erinnert.